# J. Richard Bond

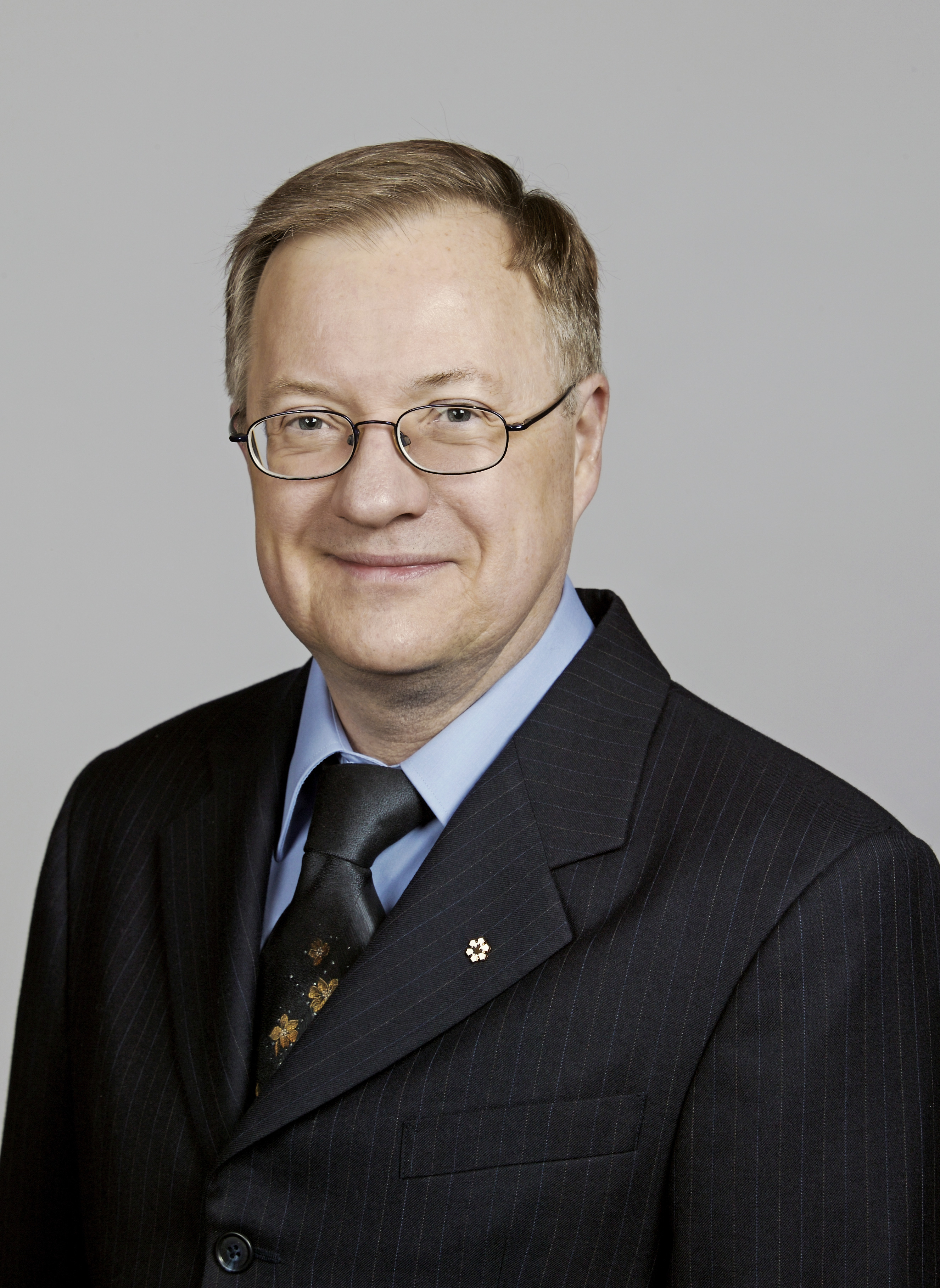
J. Richard Bond

John Richard „Dick“ Bond (* 1950 in Toronto, Ontario) ist ein kanadischer Astrophysiker und Kosmologe.
Nach Studien der Mathematik und Physik an der University of Toronto und am Caltech erlangte er den Doktorgrad in theoretischer Physik 1979 bei William A. Fowler am Caltech. Seit 1985 ist er Professor am Canadian Institute for Theoretical Astrophysics (CITA) und an der University of Toronto.
Bonds wichtigste Arbeiten befassen sich mit der theoretischen Modellierung von Anisotropien der kosmischen Hintergrundstrahlung. Der Vergleich solcher Modelle mit den seit den 1990er Jahren immer detaillierteren Messungen dieser Anisotropien ist eine der Grundlagen der heutigen Kosmologie und des Verständnisses der Galaxienentwicklung.
Er ist internationales Mitglied der US National Academy of Sciences und Foreign Fellow der Indian National Science Academy.

## Auszeichnungen
- 1996 Wahl zum Fellow der Royal Society of Canada
- 1998 Wahl zum Fellow der American Physical Society
- 1998 CAP-CRM Prize
- 2001 Wahl zum Fellow der Royal Society
- 2002 Dannie-Heineman-Preis für Astrophysik
- 2003 Wahl zum Mitglied der American Academy of Arts and Sciences
- 2005 Officer in the Order of Canada
- 2006 Herzberg Gold Medal
- 2007 Order of Ontario
- 2008 Gruber-Preis für Kosmologie
- 2011 Wahl zum Mitglied der National Academy of Sciences
- 2016 Ehrendoktorwürde der Saint Mary’s University Halifax
- 2024 Hans-A.-Bethe-Preis
- 2025 Shaw Prize in Astronomie.[2]